# 碧海さりお
碧海さりお（日语：／，6月16日—），現寶塚歌劇團星組男役。出生於石川縣金澤市，曾就讀於星稜高等學校。身高168公分，暱稱。

## 簡介
- 2015年，進入寶塚歌劇團[2][3][4][5]，101期生[4][5]。同期生有天紫珠李(現月組主演娘役)、縣千(現雪組男役)、礼華はる(現月組男役)、鷹翔千空(現宙組男役)[5]。初次登台表演是月組公演『1789-バスティーユの恋人たち-(1789 ─巴士底獄的戀人們─)』[4][5][6][7][8]，之後被分配到星組[4][5][9]。
- 2020年，第一次擔任新人公演主角，劇目是『眩耀（げんよう）の谷〜舞い降りた新星〜(眩耀之谷～飛舞而降的新星～)』[2][4][10][11][12][13][14]。

## 寶塚歌劇團時期

### 初舞台
- 2015年4月 寶塚大劇場 月組公演『1789-バスティーユの恋人たち-(1789 ─巴士底獄的戀人們─)』[4][15]

### 星組時期
- 2015年8-11月 『ガイズ&ドールズ(紅男綠女/Guys & Dolls，改編自同名百老匯音樂劇)』[16]
- 2016年1月 東京國際論壇、梅田藝術劇場『LOVE & DREAM』[17]
- 2016年3-6月『こうもり(蝙蝠)』新人公演 飾演:アルフレード(阿爾弗雷多)(正式公演:禮真琴)『THE ENTERTAINER!(娛樂)』[18]
- 2016年7月 寶塚Bow Hall『One Voice』[19]
- 2016年8-11月 『桜華に舞え(舞於櫻華)』飾演:上士 新人公演 飾演:別府晋介(正式公演:瀬央ゆりあ)『ロマンス!! (Romance)(浪漫)』[20]
- 2017年1月 東京國際論壇 『オーム・シャンティ・オーム-恋する輪廻-(如果，愛在寶萊塢，改編寶萊塢電影「Om Shanti Om」)』[21]
- 2017年3-6月『THE SCARLET PIMPERNEL（スカーレット ピンパーネル）(紅花俠，改編艾瑪·奧希茲原作同名小說)』新人公演 飾演:ハル(哈爾)(正式公演:綾凰華)[22]
- 2017年7-8月 梅田藝術劇場、日本青年館『阿弖流為-ATERUI-(改編高橋克彦原作小說「火怨北の燿星アテルイ」)』飾演:猪足[23]
- 2017年9-12月『ベルリン、わが愛(柏林，我的愛)』新人公演 飾演:ルードヴィッヒ・クリッチュ(路德維希‧庫利邱)(正式公演:美稀千種)『Bouquet de TAKARAZUKA（ブーケ ド タカラヅカ）(寶塚花束)』[24]
- 2018年2月 中日劇場『うたかたの恋(梅耶林/泡沫之戀，改編自Claude Anet原作小說「Mayerling」)』飾演:フィリップ皇子(薩克森-科堡-哥達的菲利普王子)『Bouquet de TAKARAZUKA（ブーケ ド タカラヅカ）(寶塚花束)』[25]
- 2018年4-7月『ANOTHER WORLD(另外的世界)』新人公演 飾演:p杢兵衛(正式公演:天寿光希)『Killer Rouge（キラー ルージュ）(深紅殺手)』[26]
- 2018年8-11月 梅田藝術劇場、日本青年館、國家戲劇院、高雄市文化中心『Thunderbolt Fantasy（サンダーボルト ファンタジー）東離劍遊紀（とうりけんゆうき）(東離劍遊紀)』『Killer Rouge／星秀☆煌紅』[27]
- 2019年1-3月 『霧深きエルベのほとり(深霧易北河畔)』新人公演 飾演:リコ(里柯)(正式公演:天華えま)『ESTRELLAS（エストレ―ジャス）〜星たち〜(ESTRELLAS ～繁星～)』[28]
- 2019年5月 『アルジェの男(阿爾及利亞的男人)』飾演:フェリックス(費利克斯)『ESTRELLAS（エストレ―ジャス）〜星たち〜(ESTRELLAS ～繁星～)』[29]※全國巡迴公演
- 2019年7-10月『GOD OF STARS -食聖-(GOD OF STARS-食聖-)』新人公演 飾演:P-heaven(正式公演:天華えま)『Éclair Brillant（エクレール ブリアン）(絢麗的閃電)』[30]
- 2019年11-12月 梅田藝術劇場、東京建物Brillia HALL『ロックオペラ モーツァルト(搖滾莫札特，改編法語音樂劇)』[31]
- 2020年2-3月 寶塚大劇場『眩耀（げんよう）の谷〜舞い降りた新星〜(眩耀之谷～飛舞而降的新星～)』飾演:プラト(普拉特 [汶族男性])、新人公演 飾演:丹禮真(正式公演:禮真琴)『Ray-星の光線-(Ray -星之光束-)』[32][33][34]＊第一次擔任新人公演主角
- 2020年7-9月 東京寶塚劇場 『眩耀（げんよう）の谷〜舞い降りた新星〜(眩耀之谷～飛舞而降的新星～)』飾演:プラト(普拉特 [汶族男性])『Ray-星の光線-(Ray -星之光束-)』[34]
- 2020年12月 梅田藝術劇場『シラノ・ド・ベルジュラック(大鼻子情聖)』飾演:マルタン(馬丁)/モンフルウリイ(蒙特費瑞)[35]
- 2021年2-5月 『ロミオとジュリエット(罗密欧与朱丽叶)』飾演:愛[36]
- 2021年7月 舞濱圓形劇場『VERDAD（ヴェルダッド）!!(真實)』[37]※禮真琴特別音樂會
- 2021年9-12月『柳生忍法帖(改編山田風太郎原作小說)』飾演:大道寺鐵齋、新人公演 飾演:芦名銅伯/天海大僧正(正式公演:愛月ひかる)『モアー・ダンディズム!(More Dandyism!)』[3][38]
- 2022年2月 御園座『王家に捧ぐ歌(獻給王家的歌，改編歌劇阿依達)』飾演:サウフェ(撒烏菲)[39]
- 2022年4-7月 『めぐり会いは再び next generation-真夜中の依頼人（ミッドナイト・ガールフレンド）-(再次相逢next generation－深夜中的委託人～)』飾演:ヴァルター・オルレイン(瓦爾特‧奧赫萊因)『Gran Cantante（グラン カンタンテ）!!(偉大的歌手)』[40]
- 2022年9月 寶塚Bow Hall 『ベアタ・ベアトリクス(貝塔・碧翠絲)』飾演: ウィリアム・ホルマン・ハント(威廉·霍爾曼·亨特)[41][42][43]
- 2022年11月-2023年2月『ディミトリ〜曙光に散る、紫の花〜(徳米特里～在曙光下飄落的紫之花，改編並木陽原作「夕陽之國的魯速丹」)』飾演:セルゲイ(賽爾蓋伊)『JAGUAR BEAT-ジャガービート-(捷豹)』[44]
- 2023年3-4月 梅田藝術劇場、日本青年館『Le Rouge et le Noir〜赤と黒〜(搖滾紅與黑，改編法語音樂劇「Le Rouge et le Noir, l'Opéra Rock」)』飾演:ノワール(Noir)[45]
- 2023年6-8月 『1789-バスティーユの恋人たち-(1789 ─巴士底獄的戀人們─)』飾演: オーギュスト・ラマール(奥古斯特·拉瑪爾)/代替演出:ジョルジュ・ジャック・ダントン(乔治·雅克·丹东)(原演員:天華えま)[46][47]
- 2023年10月 寶塚Bow Hall 『My Last Joke-虚構に生きる-(我最後的玩笑-活在虛擬的人生中)』飾演:ルーファス・W・グリスウォルド(Rufus Wilmot Griswold)[48]
- 2024年1-4月『RRR×TAKA"R"AZUKA〜√Bheem〜（アールアールアール バイ タカラヅカ〜ルートビーム〜）(RRR by 寶塚 ～根號比姆～,翻拍印度電影「RRR」)』飾演:エドワード(愛德華)『VIOLETOPIA（ヴィオレトピア）(紫羅蘭托邦）』[49]
- 2024年5-6月 東急シアターオーブ(東急劇場Orb)『BIG FISH（ビッグ・フィッシュ）(大智若魚，改編同名百老匯音樂劇)』飾演:エーモス・キャロウェイ(亞摩斯・卡拉威)[50]
- 2024年8-12月『記憶にございません!(失憶的總理大臣)』飾演:鰐淵影虎『Tiara Azul-Destino-（ティアラ・アスール ディスティーノ）(藍色王冠-命運)』[51]
- 2025年1-2月 寶塚Bow Hall 『にぎたつの海に月出づ(月出熟田津之海)』飾演:覚従[52]
- 2025年4-8月 『阿修羅城の瞳(阿修羅城之瞳，改編自劇團☆新感線製作，中島一基編劇同名舞台劇)』飾演:安倍雷王『エスペラント！(世界語/希望語)』[53]
- 2025年9-10月 『ダンサ セレナータ(舞者小夜曲)』『Tiara Azul －Destino－（ティアラ・アスール　ディスティーノ）II(藍色王冠-命運2)』飾演:ジョゼ(何塞)[54]※全國巡迴公演

## 外部連結
- 寶塚官網碧海さりお介紹頁面
- 東京都會電視台網站碧海さりお簡介宝塚カフェブレイク登場人物碧海さりお，存档于Archive.today（存檔日期 20250605）
- WEBザテレビジョン網站碧海さりお簡介
- 寶塚天空舞台網站碧海さりお訪談節目簡介